# سرخس مألوف
سرخس مألوف (الاسم العلمي: Polypodium plebeium) هو نوع نباتي يتبع جنس السرخس من فصيلة السرخسية.